# Jan Vanden Bloock
Jan Robert Lodewijk Vanden Bloock (Vilvoorde, 5 mei 1922 - Waterloo, 13 oktober 2009) was een Belgisch diplomaat.

## Biografie
Jan Vanden Bloock studeerde promoveerde tot doctor in de rechten aan de Université libre de Bruxelles in 1945. Vervolgens trad hij in 1946 in dienst bij Buitenlandse Zaken. Van 1947 tot 1960 was hij onder meer op post in Batavia, Bangkok en Washington. Van juli tot augustus 1960 was hij consul-generaal in Stanleyville. Nadat de regering van Patrice Lumumba het Belgische consulaat-generaal had gesloten, was Vanden Bloock van september 1960 tot februari 1961 adviseur van Henri Créner, consul-generaal in Elisabethville.
In 1966 werd hij ambassadeur in Luxemburg. Van 1969 tot 1974 was hij ambassadeur in Kinshasa. Van 1976 tot 1977 was hij hoofd Politieke Zaken bij Buitenlandse Zaken. In 1984 werd hij ambassadeur in Ottawa, maar later dat jaar werd hij vertegenwoordiger van België bij de Europese Commissie, een functie die hij uitoefende tot 1987.
Van 1987 tot 2008 was Vanden Bloock voorzitter van de Vereniging voor Internationale Relaties.